# マイケル・オールドレッジ
マイケル・オールドレッジ（Michael Alldredge、1941年4月13日 - 1997年12月19日）は、アメリカ合衆国の俳優。

## 出演作品
- ＥＲ II　緊急救命室 第2シーズン
- ロボ・ジョックス
- タイムマシーンにお願い シーズン2
- ミッドナイト・スナイパー／人妻が目撃した死体なき殺人
- ＲＯＯＴＳ／ルーツ2
- ふたりのカリフォルニア
- 溶解人間（ニール・ブレイク保安官）
- 新・刑事コロンボ／かみさんよ、安らかに